# FF Giza
Fótbóltsfelagið Giza (FF Giza) was een voetbalclub op de Faeröer met de clubkleuren paars en zwart. De thuiswedstrijden werden op het Niðari Vøllur gespeeld, een veld gelegen op het sportpark Gundadalur; voorheen op het veld van AB in Argir, Tórshavn.
FF Giza vormt met FC Hoyvík gecombineerde teams waarvan het eerste mannenteam in 2014 in de 2. Deild (derde niveau) speelt en met vijf teams in de 3. Deild uitkomt. Uiteindelijk fuseerden beide clubs tot FC Hoyvík.

## Geschiedenis
De club werd op 1 januari 1968 opgericht als Nolsoyar Ítrottarfelag (NÍF) en vertegenwoordigde hiermee het eiland Nólsoy, hoewel de thuiswedstrijden in Argir werden gespeeld. Op 1 januari 2010 vestigde de club zich in Tórshavn en werd de clubnaam veranderd in FF Giza. In 2011 promoveerde de club voor het eerst naar de 2. Deild. In 2012 fuseerde de club samen met FC Hoyvík tot Giza Hoyvík, waarvan de naam in 2018 werd gewijzigd naar FC Hoyvík.